# Lishui
Lishui (xinès simplificat: pinyin: Líshu Sh ì) és la ciutat-prefectura més extensa de la província de Zhejiang, a la República Popular de la Xina. Limita amb Quzhou, Jinhua i Taizhou al nord, Wenzhou al sud-est, i la província de Fujian al sud-oest.